# Casier (geslacht)
Casier (tot 2016 ook: Casier de ter Beken) is een geslacht waarvan leden sinds 1886 tot de Belgische adel behoren.

## Geschiedenis
De bewezen stamreeks gaat terug tot Charles Casier die in 1649 trouwde, eerste vermelding van dit geslacht. In 1880 werd Jean Casier (1820-1892) verheven in de pauselijke erfelijke adel met de titel van baron, overgaande bij eerstgeboorte; in 1886 werd hij verheven in de Belgische adel, en in 1891 verkreeg hij de titel van baron, overgaand bij recht van eerstgeboorte, maar hij overleed voordat hij de open brieven voor die titel had kunnen lichten waarop zijn weduwe in 1892 de persoonlijke titel van barones verkreeg, en werd verklaard dat de in 1891 toegekende titel zou overgaan bij recht van eerstgeboorte. In 1922 kreeg een jongere zoon ook de titel van baron, overgaand bij recht van eerstgeboorte; in 1931 verkregen hij en zijn nageslacht naamswijziging tot Casier de ter Beken. In 1933 werd een verwant verheven in de Belgische adel. 
Anno 2019 waren er nog 14 mannelijke telgen in leven, de laatste geboren in 2013.

### Wapenbeschrijvingen
- 1886: D'or, à la fasce d'azur, chargée de trois étoiles rangées à six rais d'or, et accompagnée de trois roses de gueules, boutonnées d'or, barbées de sinople, posées deux en chef et une en pointe. L'écu surmonté d'un heaume d'argent, grillé et colleté d'or, doublé et attaché de gueules, au bourrelet et lambrequins d'or et d'azur. Cimier: une étoile de l'écu, entre un vol d'azur. Devise: 'Deus fortitudo mea'.
- 1892: Beschrijving van het schild analoog met die van de voorgaande open brieven. L'écu surmonté pour le titulaire de la couronne de baron, et supporté par deux griffons d'or, armés et langués de gueules, et pour les autres descendants sommé d'un heaume d'argent, couronné, grillé, colleté et liseré d'or, doublé et attaché de gueules, aux lambrequins d'or et d'azur. Cimier: une étoile de l'écu, entre un vol d'azur. Devise: 'Deus fortitudo mea'.
- 1922: Van goud, met eene faas van lazuur, beladen met drie sterren met zes stralen van het veld, en vergezeld van drie rozen van keel, geknopt van goud, en gepunt van sinopel. Het schild voor den titularis overtopt met eene baronnenkroon en gehouden door twee griffioenen van goud, genageld en getongd van keel. Het schild voor [de] andere nakomelingen getopt met eenen helm van zilver, gekroond, getralied, gehalsband en omboord van goud, gevoerd en gehecht van keel, met dekkleeden van goud en van lazuur. Helmteeken: eene ster van het schild, tusschen eene vlucht van lazuur. Wapenspreuk: 'Deus fortitudo mea' van sabel, op een fladderend lint van zilver.
- 1933: Van goud, met een faas van lazuur, beladen met drie sterren met zes stralen van het veld, en vergezeld van drie rozen van keel, geknopt van goud, en gepunt van sinopel. Het schild overtopt met eenen helm van zilver, getralied, gehalsband en omboord van goud, gevoerd en gehecht van keel, met wrong en dekkleeden van goud en lazuur. Helmteeken: eene ster van het schild, tusschen eene vlucht van lazuur. Wapenspreuk: 'Deus fortitudo mea' van sabel, op een fladderend lint van zilver.
- 1934: Van goud, met eene faas van lazuur, beladen met drie sterren met zes stralen van het veld, en vergezeld van drie rozen van keel, geknopt van goud, en gepunt van sinopel. Het schild overtopt met eenen helm van zilver, gekroond, getralied, gehalsband en omboord van goud, gevoerd en gehecht van keel, met dekkleeden van goud en lazuur. Helmteeken: eene ster van het schild, tusschen eene vlucht van lazuur. Wapenspreuk: 'Deus fortitudo mea'. Het schild voor den titularis getopt, daarenboven, met eene baronnenkroon, en gehouden door twee griffioenen van goud, genageld en getongd van keel.

## Enkele telgen
Jean Casier (1787-1860), suikerraffinadeur
- Jhr. Jean Casier (1820-1892), volksvertegenwoordiger en senator
  - Victor baron Casier (1846-1910)
    - Gabriel baron Casier (1883-1971), industrieel
      - Jean baron Casier (1908-2008), voorzitter van de Waregem Koerse, bewoner van Kasteel van Nokere, erebruger van Waregem
        - Ir. Philippe baron Casier MBA (1944), gedelegeerd bestuurder van Fabricom, voorzitter van de Waregem Koerse, chef de famille
          - Jhr. ir. Victor Casier MBA (1974), ingenieur, vermoedelijke opvolger als chef de famille

  - Amand baron Casier de ter Beken (1862-1938), senator
    - Adrien baron Casier de ter Beken (1890-1979), schepen van Gent
      - Jkvr. Simonne Casier de ter Beken (1921-2016), laatste telg van de tak Casier de ter Beken
- Désiré Casier (1824-1915)
  - Joseph Casier (1852-1925), gemeenteraadslid van Gent en voorzitter van de Academie voor archeologie van België
    - Jhr. Fernand Casier (1880-1977), kapitein, in 1933 verheven in de adel

### Adellijke allianties
- De Hemptinne (1845 en 1946), De la Kethulle de Ryhove (1884), De Schietere de Lophem (1907), Goethals (1941), De Kerchove d'Exaerde (1949), Van Zuylen van Nyevelt (1961), De Kemmeter (1964), Van Doorslaer de ten Ryen (1966), De Marnix de Sainte-Aldegonde (1971), De Radiguès de Chennevière (1974), Nève de Mévergnies (1986), Massange de Collombs (1995), Godin (1997), De Moreau (1997), D'Aspremont Lynden (2001), De Ghellinck d'Elseghem Vaernewyck (2001), De Gerlache de Gomery (2007)